# Chaetothyriales
Die Chaetothyriales sind eine Ordnung der Schlauchpilze und bestehen aus zwei recht unterschiedlichen Familien, den Chaetothyriaceae und Herpotrichiellaceae.

## Merkmale
Die Arten der Ordnung bilden ein dunkles Myzel, das bei den Chaetothyriaceae als loses Netz von Hyphen ausgebildet ist, bei den Herpotrichiellaceae als unauffälliges Mycel. Die Fruchtkörper sind Perithecien. Das Hamathecium besteht aus kurzen Periphysoiden. Die Asci öffnen sich fissitunicat. Die Sporen sind hyalin bis hellgrau, transvers septiert bis muriform.
Anamorphe zeichnen sich durch melanisierte Hyphen aus. Manche Formen bilden auch Hefe-artige, meristematische und fädige Formen. Die Konidien werden annellidisch, phialidisch oder blastisch gebildet.

## Lebensweise
Die Chaetothyriales bilden keine Flechten. Die Chaetothyriaceae sind Epiphyten, wobei unklar ist, ob sie saprobiontisch oder biotroph leben. Die Herpotrichiellaceae sind Saprobionten, manche Anamorphe sind Pathogene bei Tieren, auch dem Menschen.

## Verbreitung
Während die Chaetothyriaceae vor allem in den Tropen auf Blättern und Rinden vorkommen, sind die Herpotrichiellaceae weltweit verbreitet. Die sexuellen Formen wachsen auf toten Pflanzen und auf Holz, die vegetativen Formen (Anamorphe) sind sehr weit verbreitet und finden sich auch in Badewasser, auf Pflanzen und im Boden.

## Systematik

### Äußere Systematik
Die Chaetothyriales gehören zur Unterklasse der Chaetothyriomycetidae und sind eine natürliche Verwandtschaftsgruppe, ein monophyletisches Taxon. Das Kladogramm der Unterklasse sieht folgendermaßen aus:
|  | \| \| Chaetothyriales \| \| \| \| \| \| Verrucariales \| \| \| \| |
|  |                                                                   |
|  | Pyrenulales                                                       |
|  |                                                                   |
|  | Chaetothyriales                                                   |
|  |                                                                   |
|  | Verrucariales                                                     |
|  |                                                                   |

|  | Chaetothyriales |
|  |                 |
|  | Verrucariales   |
|  |                 |

### Innere Systematik
Eriksson führt für die Ordnung zwei Familien mit folgenden Gattungen auf:
- Chaetothyriaceae
  - Actinocymbe
  - Ceramothyrium
  - Chaetothyrium
  - Euceramia
  - Microcallis
  - Phaeosaccardinula
  - Treubiomyces
  - Yatesula
- Herpotrichiellaceae
  - Capronia
  - Pleomelogramma

Nach Wijayawardene und Mitarbeiter (2020) hat die Ordnung deutlich mehr Familien:
- Chaetothyriaceae mit 20 Gattungen
- Coccodiniaceae mit drei Gattungen
- Cyphellophoraceae mit zwei Gattungen
- Epibryaceae mit nur einer Gattung Epibryon
- Herpotrichiellaceae mit 16 Gattungen
- Lyrommataceae mit nur einer Gattung Lyromma
- Microtheliopsidaceae mit nur einer Gattung Microtheliopsis
- Paracladophialophoraceae mit nur einer Gattung Paracladophialophora
- Pyrenotrichaceae mit zwei Gattungen
- Trichomeriaceae mit zwei Gattungen

daneben gibt es noch zehn Gattungen mit unsicherer taxonomischer Stellung.

## Bedeutung
Manche Arten der Herpotrichiellaceae, die sogenannten Schwarzen Hefen, sind Krankheitserreger und befallen die Haut und das Nervensystem.

## Belege
- David M. Geiser u. a.: Eurotiomycetes: Eurotiomycetidae and Chaetothyriomycetidae. In: Mycologia. Band 98, 2006, S. 1053–1064.